# Pierre Dumonstier I
Pour les articles homonymes, voir Famille Dumonstier.
Pierre Dumonstier (1545 ?-1601) fut l'un des plus grands maîtres du portrait au crayon.

## Biographie
Avec Étienne et Cosme, Pierre Dumonstier est l'un des trois fils peintres de Geoffroy Dumonstier, mort en 1573. Ils ont développé les portraits dessinés aux trois crayons dont la tradition avait été créée par Jean Clouet.
En 1569 Pierre accompagna Étienne à Vienne et on conserve de sa main plusieurs portraits de son frère. 
Pierre dut entrer au service de Catherine de Médicis peu après Étienne, probablement dès le début des années 1560, mais son nom ne figure pour la première fois sur les états de Catherine de Médicis qu'en 1583 ; à la différence de son frère, il ne fut pas engagé par Henri IV : dans son testament il est toujours qualifié de « peintre et valet de feue la Royne mere ».
Il habitait rue du Temple à Paris et ne laissa pas de descendants.
Il a fait son testament le 8 janvier 1601. Étant mort peu après, le partage de ses biens entre ses héritiers a été fait par ses frères Étienne et Cosme le 5 février, en présence de Daniel Dumonstier.
Louis Dimier a retenu 65 dessins de la main de Pierre Dumonstier en se basant principalement sur les portraits d’Étienne Dumonstier et sur celui d’Armand de Gontaut-Biron, annoté : « Par Pierre Dumonstier pour Daniel Dumonstier » (musée Bonnat, Bayonne).

## Œuvres

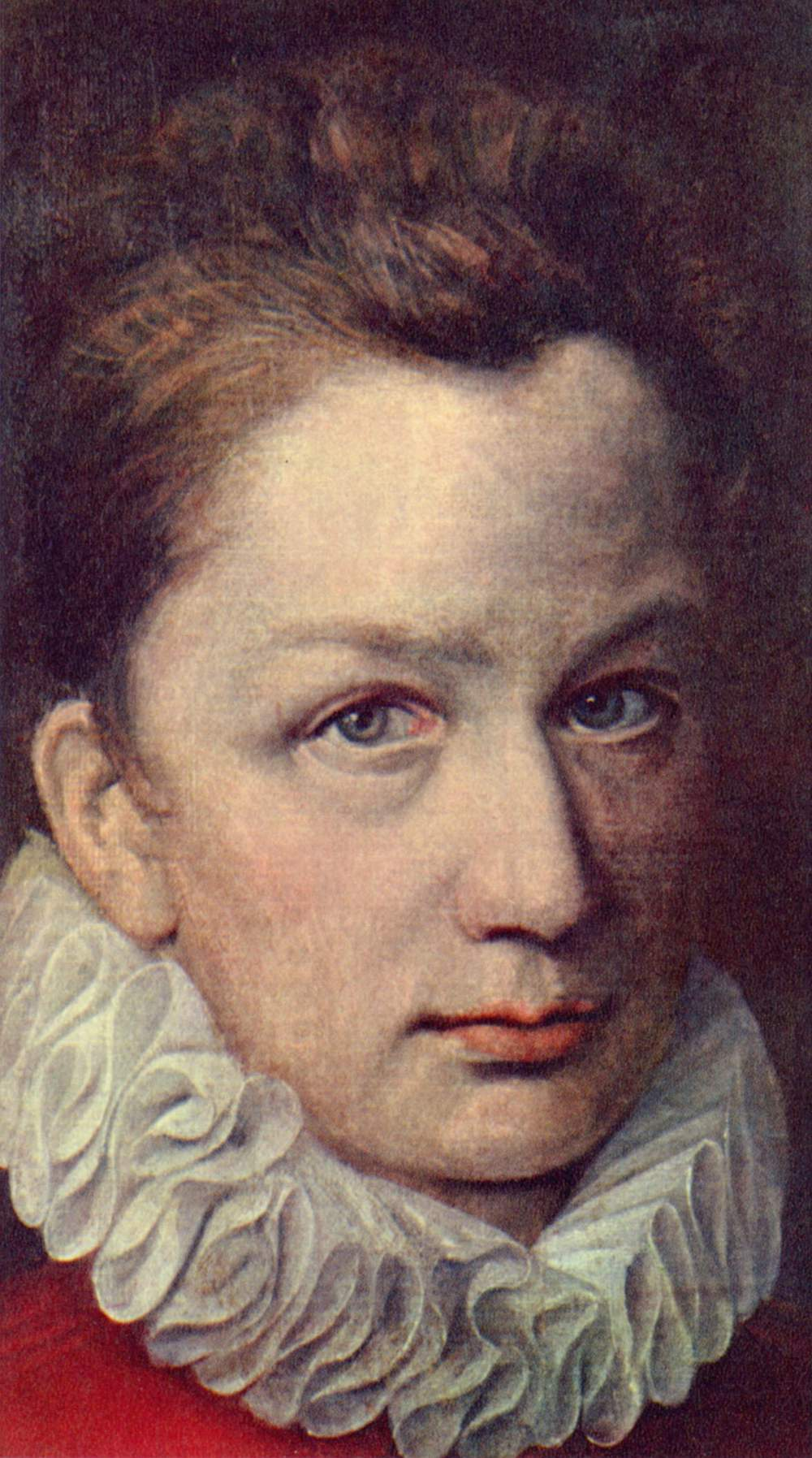
Portrait d'homme, 1575-1570, musée de l'Ermitage.
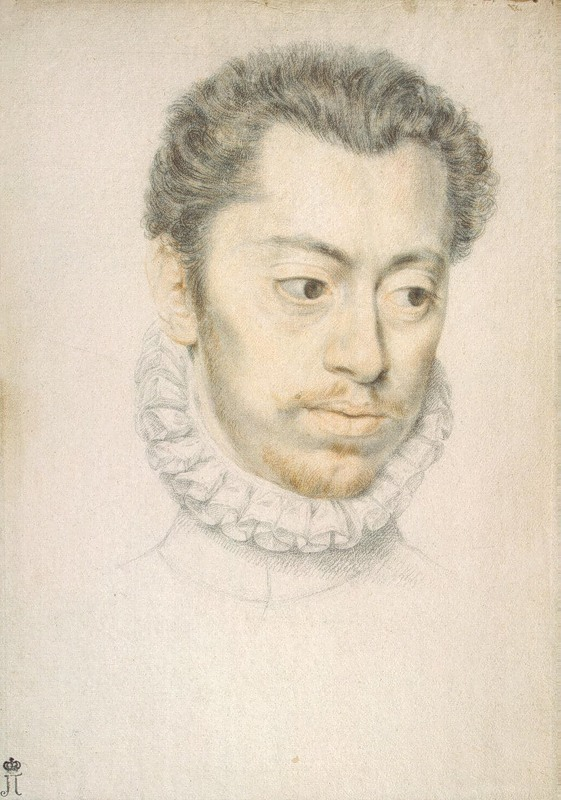
Portrait d'Étienne Dumonstier, v. 1570, musée de l'Ermitage.

Dessins conservés au musée de l'Ermitage
les sept feuilles signées, conservées musée de l'Ermitage, Saint-Petersbourg, sont de brillants exemples du style raffiné français.   
- Double Portrait d'Étienne et Pierre Dumoustier (vers 1570, pierre noire) ;
- Portrait de femme (1570-1580, pierres noire et rouge et pastel sur papier brun) ;
- Portrait de Marguerite de Valois (? 1570-1580, pierres noire et rouge et pastel sur papier brun) ;
- Portrait d'Étienne Dumoustier (vers 1570, pierre noire et rouge, avec une touche de pastel ;
- Portrait d'homme (pierre noire et pastel) ;

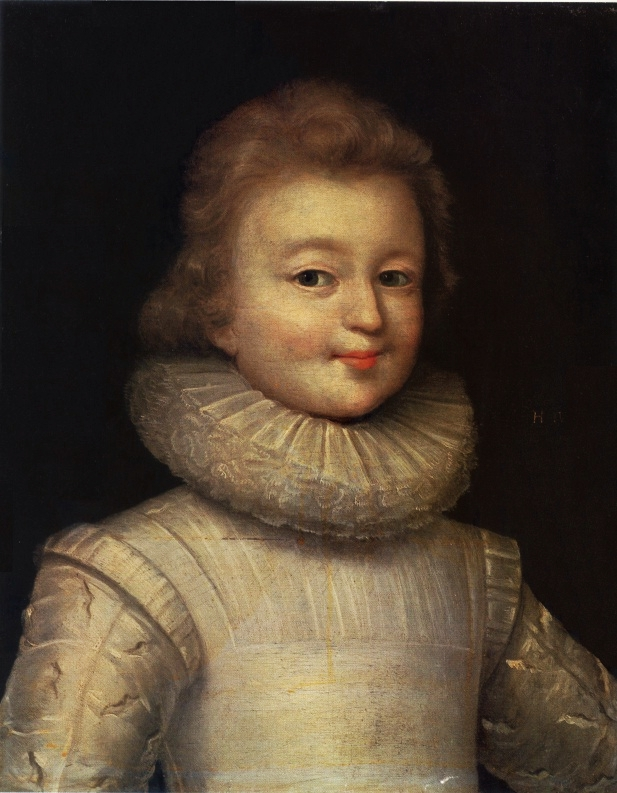
Portrait d'un jeune homme, musée de la collection de Jean-Paul II, Varsovie.

- Portrait d'un jeune homme (pierres noire et rouge sur papier brun ;
- Portrait d'un commandant de garnison espagnole (pierre noire).

Autres dessins connus
- Portrait d'un garçon (vers 1610, huile sur panneau, 35 × 28 cm, musée de la collection de Jean-Paul II, Galerie Porczyński, Varsovie) ;
- Portrait de Bernard de Nogaret de La Valette (vers 1584, pierre noire, sanguine et aquarelle ; passé en vente publique à Paris le 7/12/2015 et reprod. coul. dans "La Gazette de l'Hôtel Drouot").

Peinture à l'huile
- Portrait d'homme (1570-1575,  huile, 32 × 19 cm, musée de l'Ermitage, Saint-Petersbourg).